# Reme Lala
Reme Korab Lala (ur. 29 września 1995 w Muhurrze) – albańska polityk, deputowana do Zgromadzenia Albanii z ramienia Partii na rzecz Sprawiedliwości, Integracji i Jedności.

## Życiorys
Studiowała finanse na Uniwersytecie Nowojorskim w Tiranie.
W 2015 roku działała w Klubie Młodych Patriotów (alb. Klubi i Patriotëve të Rinj), będącym młodzieżówką Partii na rzecz Sprawiedliwości, Integracji i Jedności. Z ramienia tej partii uzyskała w wyborach parlamentarnych z 2017 roku mandat do Zgromadzenia Albanii.